# Bathyaulax kersteni
Bathyaulax kersteni är en stekelart som först beskrevs av Gerstaecker 1870.  Bathyaulax kersteni ingår i släktet Bathyaulax och familjen bracksteklar.

## Underarter
Arten delas in i följande underarter:
- B. k. rufula
- B. k. szepligetii
- B. k. minor
- B. k. nigrotincta